# Islas Hermit

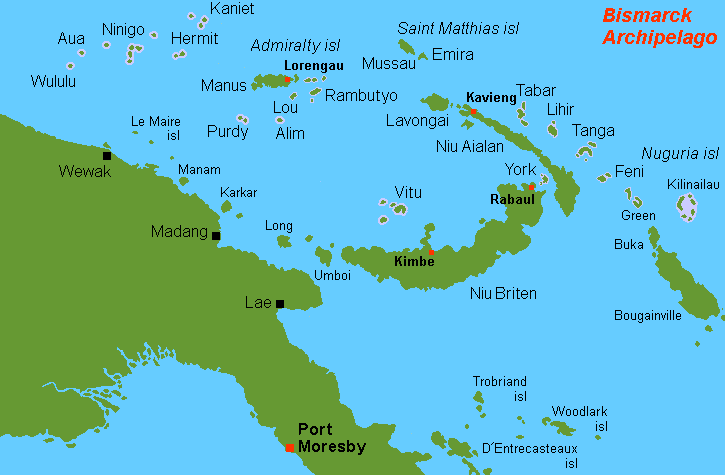
Mapa de localización,Las islas Hermit están arriba a la izquierda

Las Islas Hermit son un grupo de 17 islas dentro de las islas occidentales del Archipiélago de Bismarck en Papúa Nueva Guinea. Sus coordenadas son: 1°30′S 145°4′E / -1.500, 145.067.
El primer avistamiento por los europeos de las islas fue efectuado por el navegante español Íñigo Ortiz de Retes el 29 de julio de 1545, cuando a bordo del galeón San Juan trató de volver de Tidore a Nueva España. Las denominó La Caimana. Ortiz de Retes informó que al pasar por ellas algunos negros consiguieron acercase a la nave arrojando flechas con sus manos, sin arcos, que estaban hechas del sílex utilizado para encender el fuego.